# Don't Stop the Music (Rihanna)
Don't Stop the Music è un brano musicale pubblicato dalla cantante barbadiana Rihanna, prodotto con la collaborazione dei produttori norvegesi Stargate e pubblicato come terzo singolo estratto dal suo terzo album Good Girl Gone Bad registrato nel 2007. È stato pubblicato in Europa il 30 novembre 2007, in USA il 15 gennaio 2008 e in Regno Unito il 4 febbraio 2008. È stato scritto da Tawanna Dabney insieme agli Stargate. Don't Stop the Music è un brano dance-pop e techno che presenta una diffusa quantità di apparecchi ritmici usati soprattutto per la musica hip hop. Il brano contiene il campionamento dei cori "Mama-say, mama-sa, mama-ko-sa" del brano Wanna Be Startin' Somethin' di Michael Jackson del 1983. Per aver usato la frase, Rihanna e Michael Jackson sono stati denunciati dal musicista camerunese Manu Dibango che ha sostenuto che la frase facesse parte del suo brano, Soul Makossa del 1972.
Don't Stop the Music ha ricevuto responsi in gran parte positivi dai critici musicali contemporanei, molti dei quali hanno lodato la ripresa di "Mama-say, mama-sa, ma-ma-ko-ssa" nel brano. Si è guadagnato molte nomination a svariati premi, incassando anche una statuetta come Miglior canzone internazionale ai NRJ Music Awards 2008. Don't Stop the Music ha riscosso un successo mondiale, raggiungendo la numero uno in oltre dieci Paesi, tra cui Australia, Austria, Francia, Germania e Svizzera. Il singolo si è imposto alla numero tre nella Billboard Hot 100 e alla numero uno nella classifica Hot Dance Club Play americana. Il brano è stato certificato triplo disco di platino dalla Recording Industry Association of America per aver venduto oltre tre milioni di copie negli Stati Uniti.
Anthony Mandler ha diretto il video musicale che accompagna il brano a Praga, in Repubblica Ceca.

## Struttura
Don't Stop the Music è un brano dai ritmi dance-pop e techno che si protrae per 4 minuti e 27 secondi. Un giornalista di Seattle Post-Intelligencer ha dichiarato che nel brano Rihanna "ritrova la sua esuberanza in un ritmo techno piuttosto severo". È stato scritto nella tonalità Fa minore e posto in un tempo comune. L'estensione vocale di Rihanna va dalla nota bassa fa al la. Bill Lamb del sito About.com ha dichiarato che "la voce a volte flebile di Rihanna si intreccia all'ottima sonorità riempistadi ed incoraggerà a farvi cantare con lei". Il brano ricorre a una sfrenata quantità di apparecchi ritmici impiegati principalmente nella musica hip hop. La strumentazione presenta una grancassa che genera ogni singolo battito appena Rihanna fa partire la melodia. Sin dalla sua apertura, il brano utilizza una sincope e sperimenta molti ritmi diversi, che si sovrappongono l'uno all'altro. Sal Cinquemani del sito Slant Magazine ha paragonato la struttura del brano a quella di SOS, singolo di Rihanna del 2006.
La frase "Mama-say, mama-sa, ma-ma-ko-ssa" è stata campionata dal brano post-disco di Michael Jackson del 1983, Wanna Be Startin' Somethin', per restituire "una struttura musicale pulsante". Don't Stop the Music rievoca nei testi la reciproca attrazione tra un uomo e una donna nata dopo essersi incontrati in pista da ballo. Shaun Newport del sito musicale britannico musicOMH ha considerato che il brano parli dell'affetto di Rihanna verso la musica.

## Il brano
Don't Stop the Music è stata scritta e prodotta dal duo norvegese Stargate, e ha come ulteriori autori di testi Tawanna Dabney e Michael Jackson. Gli Stargate avevano già prodotto i precedenti singoli di Rihanna, Unfaithful e Hate That I Love You. Don't Stop the Music è stata registrata nei Battery Studios a New York e nei Westlake Recording Studios a Los Angeles, e mixata da Phil Tan. Il brano usa un sample di "Mama-say, mama-sa, ma-ma-ko-ssa", che proviene dal singolo di Michael Jackson del 1983 estratto da Thriller, Wanna Be Startin' Somethin'. Nel febbraio 2009, il musicista camerunese Manu Dibango ha fatto causa sostenendo che sia Don't Stop the Music sia Wanna Be Startin' Something usavano il suo hook senza la sua autorizzazione. Dibango sosteneva che la frase era tratta dal suo singolo del 1972, Soul Makossa. Secondo l'Agence France-Presse, Jackson aveva ammesso di aver plagiato la frase e aveva deciso di risolvere la questione con Dibango fuori dal tribunale. Tuttavia quando Rihanna aveva chiesto a Jackson nel 2007 il permesso di usare un sample dell'hook, il cantante aveva accettato senza consultare Dibango. I suoi avvocati presentarono il caso presso una corte d'appello parigina, chiedendo un risarcimento di 500,000 € che avrebbe dovuto essere pagato dalla Sony Music, dalla EMI e dalla Warner Music Group.
Il brano è stato lanciato come quarto singolo dal terzo album di inediti di Rihanna, Good Girl Gone Bad. Prima della sua pubblicazione ufficiale, due remix promozionali del brano sono stati annoverati nelle piattaforme digitali il 7 agosto 2007 sia in Canada che negli Stati Uniti, il Solitaire's More Drama e The Wideboys Club Mix. Il 7 settembre 2007 un extended play di Don't Stop the Music è stato pubblicato tramite iTunes in alcuni Paesi, tra cui Australia, Austria, Giappone, Italia, Nuova Zelanda e Spagna. Esso contiene il The Wideboys Club Mix, la versione dell'album e la versione strumentale. Nello stesso giorno, Don't Stop the Music è stato distribuito come un singolo CD in Germania contenente lo stesso materiale dell'extended play e in più il video musicale del brano. Ad ottobre 2007, è stato pubblicato come CD singolo anche in Francia. La Def Jam Recordings ha mandato il brano per l'airplay nella contemporary hit radio negli Stati Uniti il 13 gennaio 2008.

## Critiche

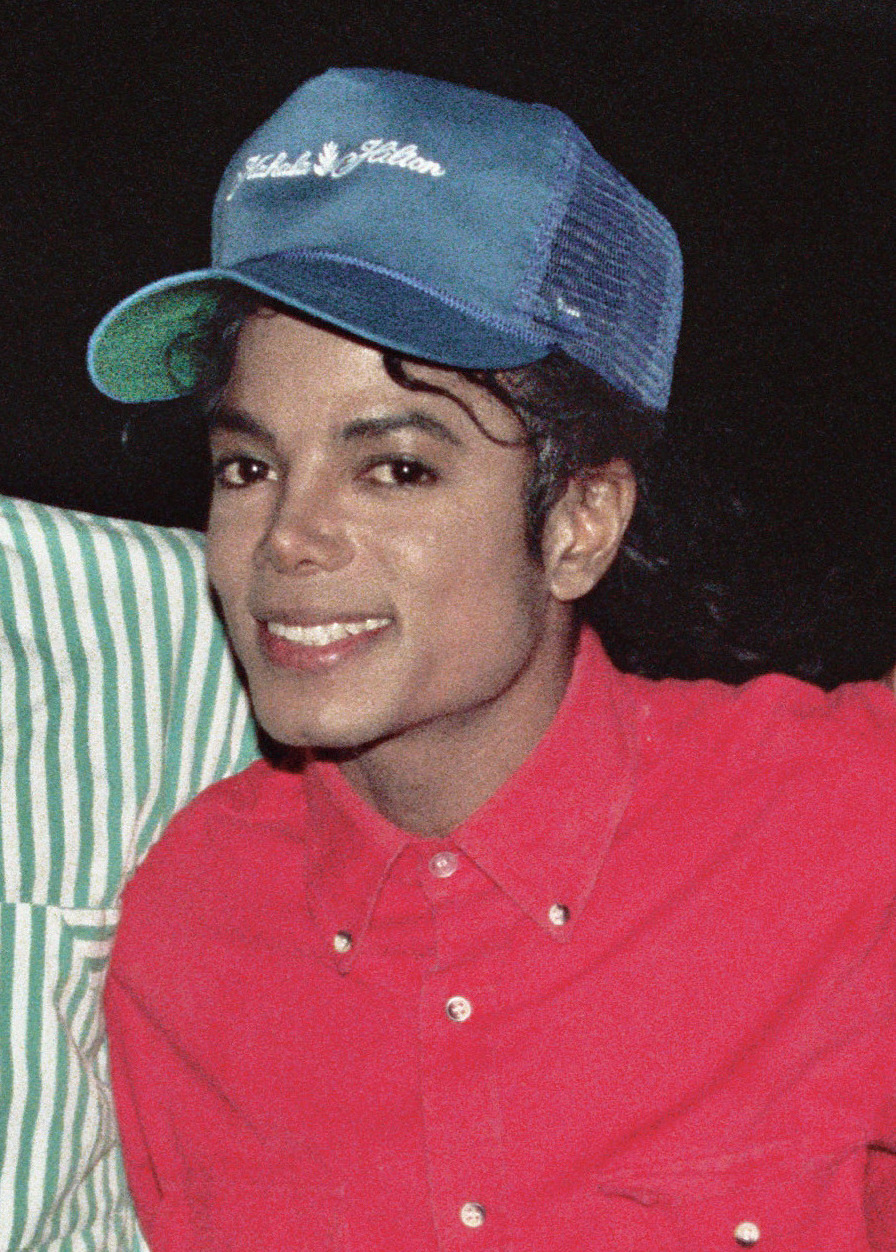
Il brano è stato esaltato per il campionamento del ritornello "Mama-say, mama-sa, ma-ma-ko-ssa", del singolo di Michael Jackson (nell'immagine) del 1983, Wanna Be Startin' Somethin.

Don't Stop the Music ha riscontrato il favore della stampa, guadagnandosi recensioni positive da parte di molti critici musicali contemporanei, molti dei quali hanno lodato il campionamento di "Mama-say, mama-sa, ma-ma-ko-ssa". Tom Breihan del sito Pitchfork ha definito il brano "uno strepitoso assaggio della pazzia euroclub combinata con sintetizzatori e bassi". Egli ha in seguito dichiarato che il sample del brano di Michael Jackson "entra dentro e sommessamente si confonde nel ritmo irresistibile del pezzo". Bill Lamb di About.com ha esaltato il brano e ha dichiarato che Don't Stop the Music è "fantastica per le discoteche e un po' ripetitiva per la musica delle radio pop". Lamb ha però concluso dicendo che a prescindere dal posto in classifica che il brano si guadagnerà, esso rappresenta un altro grande successo nella carriera di Rihanna. Nick Levine di Digital Spy ha anch'esso esaltato il brano definendolo involontariamente mozzafiato. Ha poi ribattuto che Don't Stop the Music è il miglior singolo che vanta un diritto d'autore di Michael Jackson dal suo singolo Blood on the Dance Floor del 1997. Shaun Newport di MusicOMH ha anch'egli ribattuto che l'"etnocentrico 'Mama-say, mama-sa, ma-ma-ko-ssa' e le esuberanti ed esplosive urla forniscono una voce di sottofondo e restituiscono una magia un po' retrò ai processori".
Don't Stop the Music ha vinto il premio per la Miglior canzone internazionale ai NRJ Music Awards 2008. Ha ricevuto una nomination al Grammy Award alla miglior registrazione dance alla cinquantesima edizione dei Grammy Awards, tenutasi nello Staples Center a Los Angeles il 10 febbraio 2008. Don't Stop the Music è stato sconfitto da LoveStoned/I Think She Knows dell'artista americano Justin Timberlake.

## Video musicale
Il video musicale di Don't Stop the Music è stato diretto dal frequente assistente di Rihanna Anthony Mandler. Mandler aveva diretto precedentemente i video per Shut Up and Drive e Hate That I Love You, singoli di Rihanna del 2007. Il video è stato girato in una discoteca di Praga il giorno seguente al video del singolo Shut Up and Drive. La coreografia del video è stata creata da Tina Landon, che aveva collaborato con artisti quali Janet Jackson e Ricky Martin.
Entrò per la prima volta nella classifica del programma di MTV ITALIA TRL Italia il 14 novembre, raggiungendo la posizione n. 5.
Il video inizia con un taxi che compie una manovra di posteggio vicino ad un marciapiede. Rihanna, con corti capelli neri e giubbotto nero, seduta fa cenno alle amiche di venire e scende sul marciapiede, rivelando d'avere una corta gonna nera. Quindi sprona le altre ragazze, che scendono dall'auto e l'ultima chiude lo sportello. Rihanna entra in un negozio di dolciumi e qui vede un ragazzino che la sta guardando alla cassa; gli fa cenno di stare in silenzio e poi se ne va in un bagno.
Qui entra vestita d'un abito sexy e attillato da sera, con una banda sul seno, e si trova in compagnia di un'amica. Canta e si dimena, mentre sono intervallate le scene di ella stessa che è seduta con le ragazze in una discoteca e si rivolge allo schermo. Prima in bagno si tocca e solleva i capelli, poi si ammira la silhouette; poi è di nuovo con le amiche e poi di nuovo in bagno, prima che inizi il primo ritornello.
La cantante si trova in una disco dove la musica del brano è rimbombante, e la troviamo da sola, in compagnia d'un ragazzo (che compie capriole e balla freneticamente) o in una stanza mentre indica lo schermo. Poi la troviamo anche su una parete a cantare alcuni versi, spostando le immagini crea una specie di escalation di suoni, rumori vari o musica un po' soft dance. Per tutto il video, Rihanna è una ballerina sexy e si dimena in alcuni spezzoni, oppure è ripresentata sulla parete o ancora nella stanza a ipnotizzare lo spettatore con le sue curve. Il video termina con l'artista che si accarezza i capelli lisci sul muro e lei ancora che balla nella disco.
Inoltre, il brano contiene una parte che si rifà completamente al ritornello tribale di "Wanna be starting something" di Michael Jackson.
Il video ha ottenuto la certificazione Vevo.

## Cover
Nel 2009 il cantante inglese Jamie Cullum ha realizzato una cover del brano, inclusa nel suo album The Pursuit.
Nel 2010 la band metal degli italianissimi Arthemis ha realizzato una cover del brano, inclusa nell'EP Pop Your Ass vol.1.

## Tracce
Promotional remix singles
1. Don't Stop the Music (Solitaire's More Drama Mix) – 8:04
2. Don't Stop the Music (The Wideboys Club Mix) – 6:38

iTunes EP
1. Don't Stop the Music – 4:27
2. Don't Stop the Music (The Wideboys Club Mix) – 6:38
3. Don't Stop the Music (Instrumental) – 4:19

German CD single
1. Don't Stop the Music – 4:27
2. Don't Stop the Music (The Wideboys Club Mix) – 6:38
3. Don't Stop the Music (Instrumental) – 4:19
4. Don't Stop the Music (Video) – 3:39

FR/UK CD single
1. Don't Stop the Music – 4:27
2. Don't Stop the Music (The Wideboys Club Mix) – 6:38

iTunes Remixes
1. Don't Stop The Music (Album Version) – 4:29
2. Don't Stop The Music (Jody den Broeder Radio Edit) – 4:22
3. Don't Stop The Music (The Wideboys Radio Edit) – 3:11
4. Don't Stop The Music (Solitaire's More Drama Edit) – 4:08
5. Don't Stop The Music (Jody den Broeder Big Room Mix) – 10:33
6. Don't Stop The Music (The Wideboys Club Mix) – 6:39
7. Don't Stop The Music (Solitaire's More Drama Remix) – 8:08
8. Don't Stop The Music (Jody den Broeder Big Room Dub) – 8:34
9. Don't Stop The Music (The Wideboys Dub Mix) – 6:44
10. Don't Stop The Music (Solitaire's More Drama Dub) – 7:38

## Classifiche

### Classifiche settimanali
| Classifica (2007) | Posizione massima |
| ----------------- | ----------------- |
| Australia         | 1                 |
| Austria           | 1                 |
| Belgio (Fiandre)  | 1                 |
| Belgio (Vallonia) | 1                 |
| Canada            | 2                 |
| Danimarca         | 4                 |
| Europa            | 1                 |
| Finlandia         | 3                 |
| Francia           | 1                 |
| Germania          | 1                 |
| Irlanda           | 6                 |
| Italia            | 2                 |
| Norvegia          | 7                 |
| Nuova Zelanda     | 3                 |
| Paesi Bassi       | 1                 |
| Regno Unito       | 4                 |
| Spagna            | 41                |
| Stati Uniti       | 3                 |
| Svezia            | 6                 |
| Svizzera          | 1                 |
| Ungheria          | 6                 |

### Classifiche di fine anno
| Classifica (2007) | Posizione |
| ----------------- | --------- |
| Austria           | 15        |
| Belgio (Fiandre)  | 14        |
| Belgio (Vallonia) | 39        |
| Francia           | 12        |
| Germania          | 12        |
| Paesi Bassi       | 54        |
| Svizzera          | 10        |
| Classifica (2008) | Posizione |
| Australia         | 12        |
| Austria           | 41        |
| Belgio (Fiandre)  | 4         |
| Belgio (Vallonia) | 2         |
| Canada            | 10        |
| Francia           | 65        |
| Germania          | 38        |
| Paesi Bassi       | 28        |
| Regno Unito       | 24        |
| Stati Uniti       | 17        |
| Svezia            | 39        |
| Svizzera          | 20        |

### Classifiche decennali
| Classifica (2000-09) | Posizione |
| -------------------- | --------- |
| Australia            | 60        |